# LR Realkredit
LR Realkredit var et dansk realkreditinstitut. Det blev etableret i 1959 som en fond med tilladelse til at yde tredjeprioritetslån under navnet Landsbankernes Realkreditfond, oftest forkortet LRF. Formålet var dengang at yde "særlig kredit" til bestemte, godkendte formål.
Reallånefondene blev oprettet ved et samarbejde í den finansielle sektor. Bankerne og forsikringsselskaberne, Nationalbanken og det almennyttige byggeri var bag stiftelsen af Byggeriets Reallkreditfond (BRF). Pengeinstitutter uden for hovedstadsområdet sammensluttet i Provinsbankforeningen stiftede Provinsbankernes Reallånefond. Andelsbanken og Arbejdernes Landsbank, der var aktive både i hovedstad og provins, stiftede Landsbankernes Reallånefond og var de oprindelige garanter, mens andre banker senere kom til denne kreds. For at holde omkostningerne ned aftaltes en fælles administration med BRF.
I 1970 ændredes realkreditloven grundlæggende, og systemet med tre lag af finansiering blev afskaffet. LRF blev som led i denne reform tvunget til at ophøre med at yde nyudlån fra 1. januar 1972, og opgaven var herefter at forvalte og afvikle den bestående portefølje af udlån, egne midler og cirkulerende obligationer.
Efter realkreditloven af 1989 blev det muligt at etablere realkreditinstitutter, når visse objektive krav var opfyldt. På den baggrund søgte og fik LRF i 1994 tilladelse til at genåbe udlånet. 
De fleste af de banker, der havde interesser i LR Realkredit, havde imidlertid nu etableret egne realkreditinstiutter eller arbejdede tæt sammen med andre. Derfor valgte LRF et snævrere forretningsområde, idet nye udlån skulle først og fremmest skulle ydes til byggeri med offentlig støtte – almene familieboliger, ældre- og ungdomsboliger samt andelsboliger – og til private skoler, sociale institutioner og kulturinstitutioner. 
Med virkning fra 1. januar 2002 omdannedes LRF til et realkreditaktieselskab efter reglerne herom, og reserverne blev båndlagt i det nye selskab, som i første omgang tog navnet LRF Kredit, men senere blev ændret til LR Realkredit. 
Efter genoptagelsen af udlånsaktiviteten i 1994, outsourcede LR Realkredit administrationen til DLR Kredit. 
LR Realkredit blev 11. april 2019 opkøbt af Nykredit, med henblik på lukning. Selskabet blev afregistreret i selskabsregistret den 25. januar 2021.